# Amwell Magna Fishery

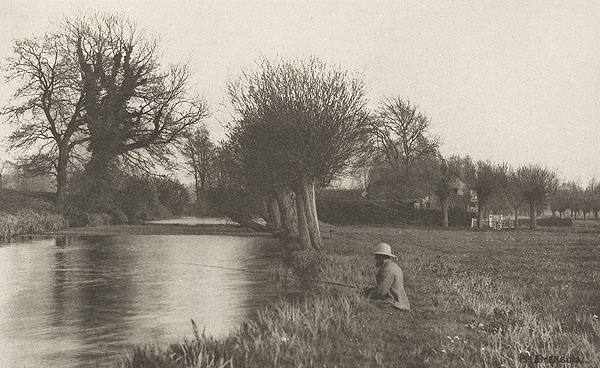
Amwell Magna Fishery năm 1888.

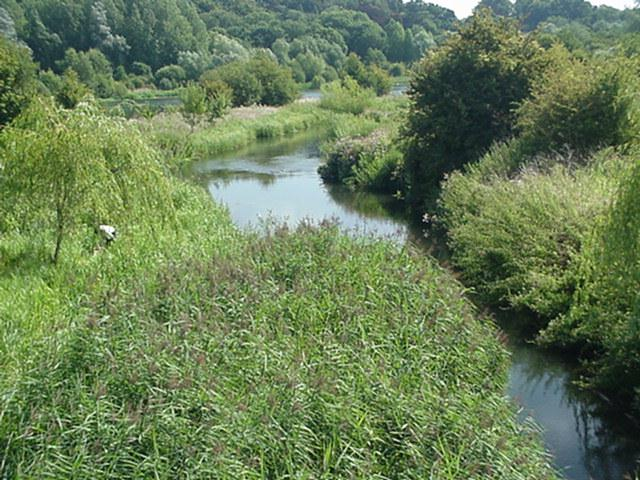
Dòng sông Lea tại Amwell Magna.

Amwell Magna Fishery nằm trên sông Lea tại Amwell cách đó là 1,5 dặm (2,4 km) về phía nam của Ware ở Hertfordshire, miền nam nước Anh.

## Lịch sử
câu lạc bộ câu cá được thành lập vào năm 1841 và là câu lạc bộ câu cá lâu đời nhất ở Anh vẫn câu cá cùng loại nước. Con sông được tác giả Izaak Walton của The Compleat Angler khai thác vào thế kỷ 17. Ngành thủy sản đã phải đối mặt với nhiều vấn đề trong những năm qua bao gồm khai thác sỏi, kế hoạch giảm lũ và ô nhiễm lớn vào năm 1965.

## Hiện nay
Nơi câu cá là một trong những con sông gần nhất với Trung tâm Luân Đôn nơi cá hồi hoang dã có thể được đánh bắt và được xuất hiện trong loạt phim Rivers của BBC được phát sóng năm 2009.